# دانشگاه معمولی پکن
دانشسرای عالی پکن (北京师范大学) یک دانشگاه دولتی چینی مستقر در پکن است، که در سال ۱۹۰۲ تأسیس شد.این دانشگاه یکی از برترین مراکز جهان برای تربیت مدرس و استاد در جهان است.